# Шелбаны
Шелбаны — деревня в Краснинском районе Смоленской области России. Входит в состав Нейковского сельского поселения. Население — 9 жителей (2007 год). 
Расположена в западной части области в 15 км к западу от Красного, в 12 км южнее автодороги М1 «Беларусь», на берегу реки Мерея. В 11 км севернее деревни расположена железнодорожная станция О.п. 478-й км на линии Москва — Минск.

## История
В «Списке населённых мест Смоленской губернии по сведениям 1859 г.» в деревне 11 дворов, и 160 человек населения — 79 мужчин и 81 женщина. В той же книге название деревне Шелбаны дано в скобках. Основное название — Махницкая.
В «Списке населённых мест Смоленской губернии по сведениям 1904 г.» в деревне 36 дворов, и 240 человек населения — 118 мужчин и 122 женщины.
В годы Великой Отечественной войны деревня была оккупирована гитлеровскими войсками в июле 1941 года, освобождена в сентябре 1943 года.